# Sval trapézový

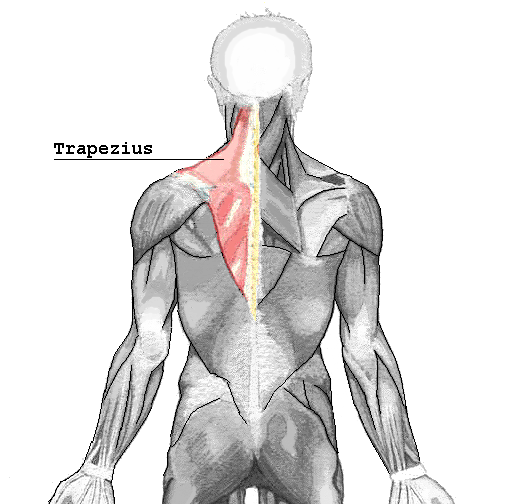
Trapezoid

Sval trapézový (z řeckého τραπεζοειδές „lichoběžník“) či kápový (podle svého tvaru), leží v horní části zad a spojuje hlavu (úpon na linea nuchae) s krční páteří, lopatkou (spina scapulae) a s hrudní páteří (všechny trny Th páteře). Na rameni se upíná na acromion.
Jedná se o široký plenovitý sval, který leží ze zádových svalů nejpovrchněji. Má tvar nepravidelného čtyřúhelníku a jeho jednotlivé části mají tvar trojúhelníku. Podle průběhu svalových snopců se dělí na 3 části: horní sestupnou, prostřední vodorovnou a dolní vzestupnou. Tyto části jsou do jisté míry samostatné, tzn. že jsou schopny izolované činnosti, bez ohledu na aktivaci ostatních. Např. horní trapéz je aktivován při nešení předmětu v ruce, zatímco spodní trapéz může zůstat neaktivován.
 Tento fakt vede k častým svalovým dysbalancím a tenzím. Trapéz spolu s m. levator scapulae bývá svalem nejvíce zatěžovaným, proto bývá nejvíce bolestivý, s typickými 'trigger pointy' u mediálního rohu lopatky. Je třeba jej relaxovat a celostně posilovat, zejm. po celodenní práci v sedě.

Jeho oponens je vpředu na hrudi velký a malý sval prsní.

## Funkce
- Stažení ramen dozadu, zvedání ramen
- Horizontální snopce přitahují lopatku ke střední čáře
- Snopce sestupné a vzestupné umožňují vzpažení
- Při fixované horní končetině zvedají vzestupné snopce trup spolu s velkým svalem prsním a širokým svalem zádovým
- Při fixovaném pletenci horní končetiny oboustranný stah sestupné části hlavu zaklání, jednostranná ji uklání